# Cal Blanc (Biscarri)
Cal Blanc és una masia del terme municipal d'Isona i Conca Dellà situada en el poble de Biscarri, de l'antic terme de Benavent de Tremp.
Està situada a llevant del poble, en direcció al Roc de Benavent, del qual queda, aproximadament, als peus, a la partida d'Espinau. Té per veïna, al nord, la masia de Cal Tapions, molt propera.